# Lepanthes pendula
Lepanthes pendula är en orkidéart som beskrevs av Carlyle August Luer och L.Jost. Lepanthes pendula ingår i släktet Lepanthes och familjen orkidéer. Inga underarter finns listade i Catalogue of Life.